# Archeologisch monument

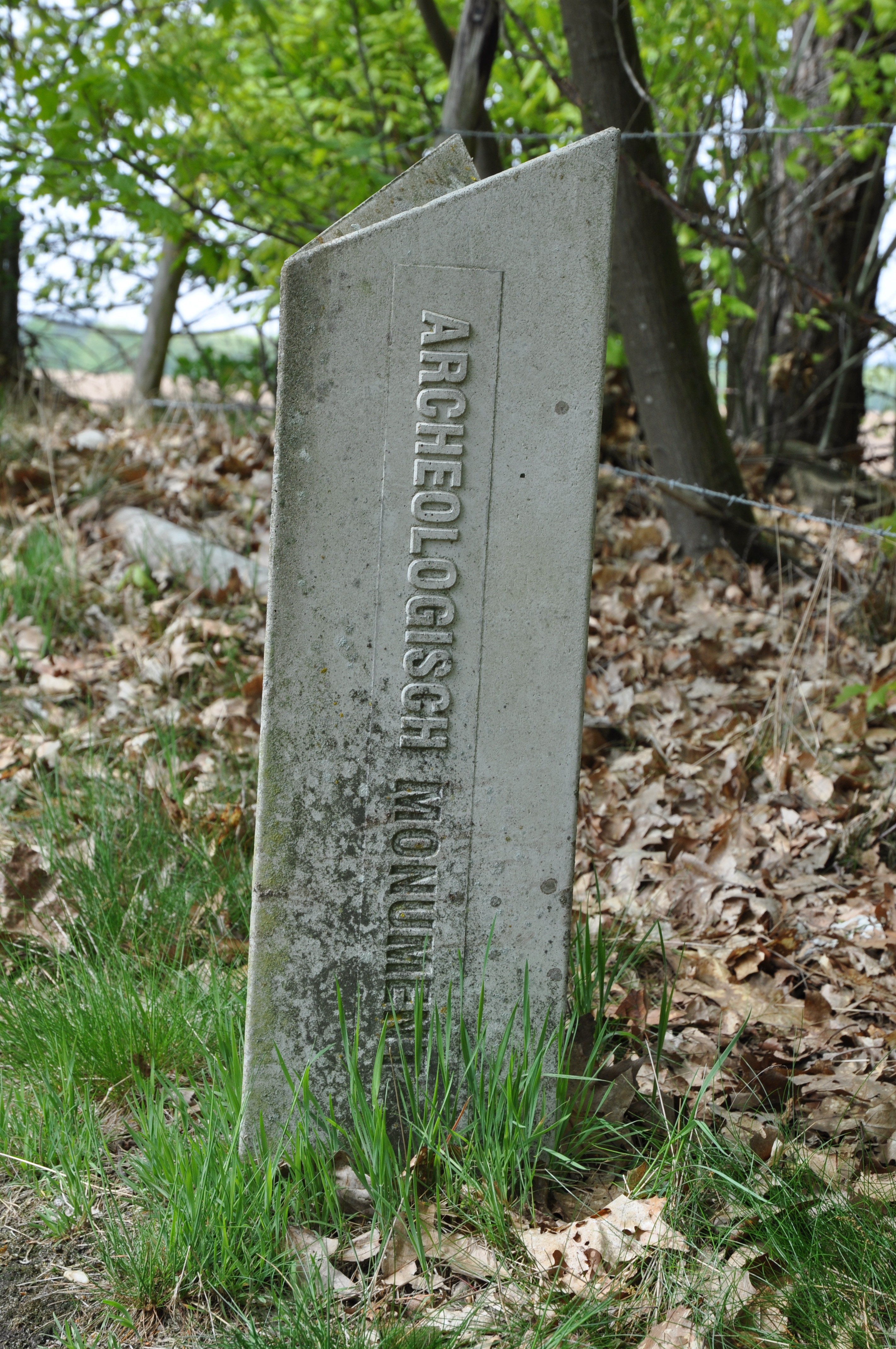
Aanduiding van een archeologisch monument

Een archeologisch monument in Nederland is meestal een van rijkswege beschermde plaats in het landschap die waardevol is vanwege de aanwezige archeologische sporen. De bescherming is geregeld in de Nederlandse monumentenwet van 1988. Eigenaren moeten voorkomen dat de archeologische inhoud van de bodem wordt beschadigd. Nederland telt 1435 archeologische rijksmonumenten (september 2016). En ook een aantal archeologische gemeentelijke monumenten.